# 歌剧院广场 (巴黎)
歌剧院广场（Place de l'Opéra）是巴黎第九区的一个广场，周围放射出意大利大道、嘉布遣大道、歌剧院大街、欧贝街（rue Auber）、哈莱维街（rue Halévy）、和平街和九月四日街。广场以同时修建的巴黎歌剧院（由查尔斯·加尼叶设计）而得名。广场周边建筑都是拿破仑三世时期奥斯曼男爵改造巴黎宏伟计划的一部分。